# Мартіна Топлі-Берд
Мартіна Джилліан Топлі-Берд (англ. Martina Gillian Topley-Bird; 7 травня 1975) — англійська співачка, авторка пісень та мультиінструменталістка, яка вперше здобула популярність як вокалістка дебютного альбому піонера трип-хопу Tricky, Maxinquaye (1995). Вона також працювала з ним над його наступними альбомами, Nearly God та Pre-Millennium Tension (обидва — 1996). 2003 року Топлі-Берд випустила свій дебютний сольний альбом Quixotic, який отримав схвальні відгуки критики і приніс їй номінацію на премію Mercury Prize.
Співпрацювала з Gorillaz, з'явившись на їхньому альбомі Demon Days (2005), а також з Марком Ланеганом, Diplo і Massive Attack на Heligoland (2010), після чого відбулося її світове турне з гуртом. Її кавер-версія пісні «Sandpaper Kisses» Стівена Марлі, а також семпли таких виконавців, як Berry Weight і The Weeknd, використана у відеогрі Fahrenheit.

## Ранні роки
Мартіна Топлі-Берд народилася в Лондоні, Англія, в сім'ї Шарлетт Конлон (до шлюбу Поунсі) і Мартіна Джеффрі Топлі, який помер у 1974 році до її народження; Мартіна була названа на його честь. Її вітчим — британський фахівець з прямого маркетингу Дрейтон Берд, чиє прізвище вона взяла на додачу до прізвища батька. Її мати має сальвадорське та семінольське походження, а батько — афроамериканське. Топлі-Берд виросла в багатодітній родині з п'ятьма рідними та трьома зведеними братами і сестрами.
Пізніше її сім'я переїхала з Лондона до Бристоля. "Ми багато переїжджали, коли я була дитиною, і для мене це не було проблемою, — згадує вона. «Якщо ти не білий і не належиш до середнього класу, то в новому середовищі ти дещо інший і екзотичний. Я процвітала і вижила в цих ситуаціях». Вона відвідувала Кліфтонський коледж, де була учасницею шкільного хору і брала уроки гри на піаніно.
У дитинстві Топлі-Берд слухала R&B, оперу та музику в стилі соул. У підлітковому віці вона почала слухати альтернативний рок і стала фанаткою The Sugarcubes, Faith No More та Jane's Addiction.

## Кар'єра

### Співпраця з Tricky
У 1993 році, піонер трип-хопу Tricky відкрив Топлі-Берд, коли вона була ще підліткою в Кліфтонському коледжі; він побачив, що вона сидить на стіні біля його будинку і співає сама до себе. «Це дійсно так і було», — згадувала вона. «Це одна з тих речей, про які люди завжди дивуються, коли дізнаються, що це правда. Я пам'ятаю цвинтар за стіною. Кілька тижнів по тому я прийшла до його будинку з друзями. Ми пили сидр після випускних іспитів. Ми стукали в його двері, але його не було вдома. Тоді Марк Стюарт, який там жив, підійшов до нас і сказав: 'Так, це будинок Tricky, залазьте у вікно'. Я стрибнула, відчинила двері, і нас розчавило».
Вони з Tricky створили музичне партнерство, і Топлі-Берд співпрацювала з ним як основна вокалістка на його дебютному альбомі Maxinquaye (1995) (через друкарську помилку її записали як «Martine»). Майже весь її вокал на альбомі був записаний з одного дубля. Описуючи сесії запису, вона згадувала: «Це було абсолютно інстинктивно. Не було часу вигадувати альтер-его. Мені подобалася ідея, що вся інформація, яка потрібна людям про мене, — це те, що вони почують, коли увімкнуть запис. Все інше було чимось стороннім. Я не думала, що в моїй біографії є щось, що могло б пояснити мій музичний вибір». Топлі-Берд продовжила співпрацю з Tricky на його наступних альбомах Nearly God (1996), Pre-Millennium Tension (1996) і Angels with Dirty Faces (1998).

### Сольна кар'єра
Після погіршення професійних та особистих стосунків з Tricky у 1998 році, Топлі-Берд почала займатися сольною кар'єрою. Лише у 2003 році вона випустила свій дебютний альбом Quixotic на лейблі Independiente Records, який вона записала у Лос-Анджелесі, штат Каліфорнія. Платівка була спродюсована нею і продюсерською командою AMP9 на лондонській студії звукозапису Space Eko Recording Studios. Вона прокоментувала ідеї, покладені в основу альбому, сказавши:
|  | Багато в чому це стосується поняття фізичної близькості у порівнянні з емоційними зв'язками між людьми. Мій батько, Мартін Топлі, помер, коли йому було двадцять дев'ять. З моменту виходу Quixotic до теперішнього мені виповнилося двадцять дев'ять, і я почала думати про те, чого я досягла у своєму житті як людина. Також я хотіла зосередитися на характері моїх стосунків з ним і з вітчимом, оскільки відчувала, що ці стосунки впливають на інші мої стосунки". |

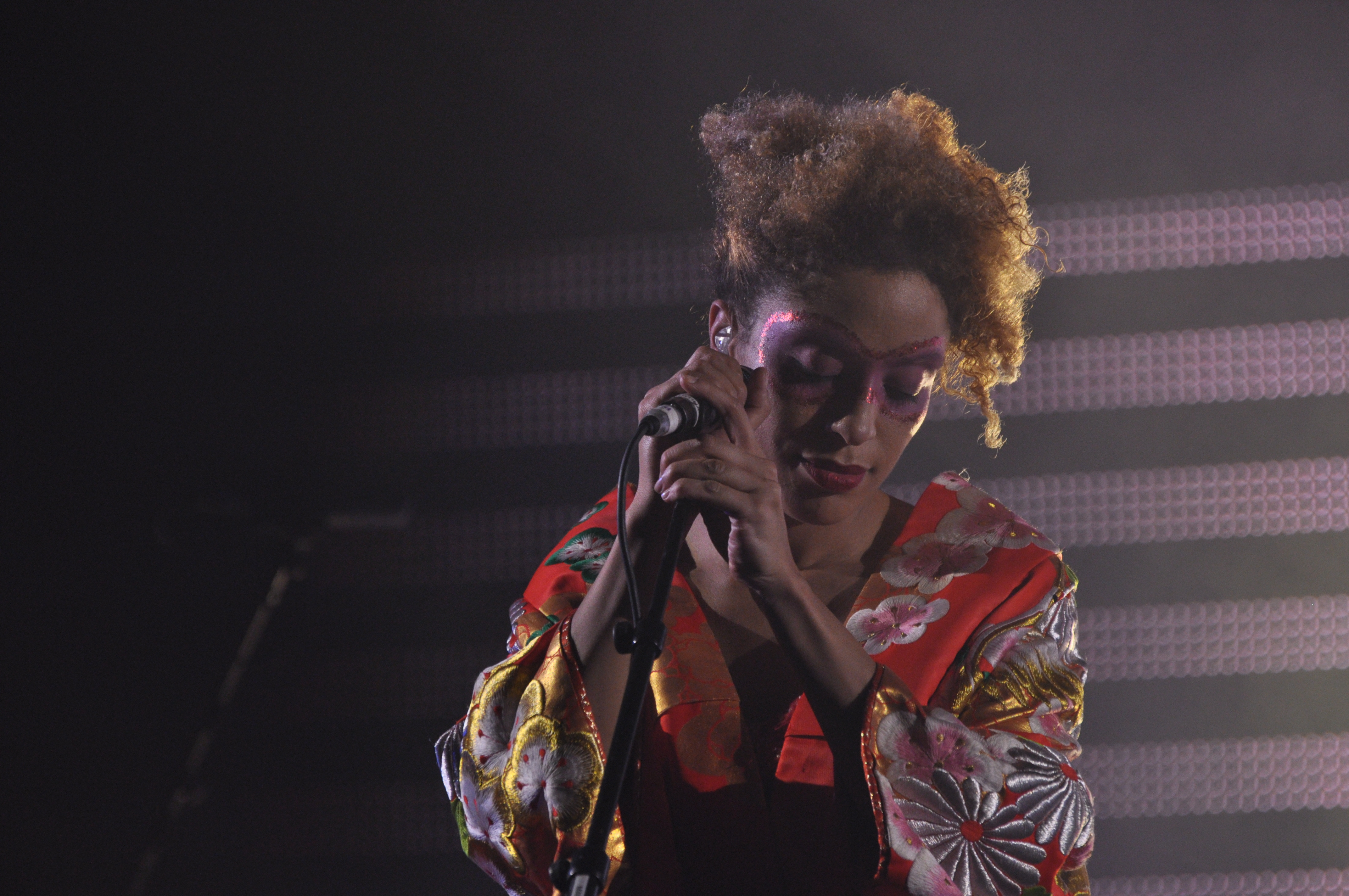
Під час виступу з Massive Attack у Конельяно, 2009

Quixotic посів 70-те місце в британському чарті альбомів,UK Albums Chart, отримав схвальні відгуки критиків і став фіналістом музичної премії Mercury Music Prize 2003 року. Альбом нарешті побачив обмежений реліз у Сполучених Штатах у липні 2004 року, коли лейбл Palm Pictures випустив переструктуровану версію під назвою Anything, яка відрізнялася скороченим трек-листом і абсолютно новою обкладинкою. Наступного року вона з'явилася на збірці Starbucks Sweetheart 2005: Love Songs, в якій сучасні музиканти виконують класичні пісні про кохання. Вона заспівала «I Only Have Eyes for You», пісню композитора Гаррі Воррена та автора слів Алана Дубіна.
Її другий сольний альбом, The Blue God, вийшов у травні 2008 року. Трек «Carnies» вийшов як перший сингл 3 березня 2008 року і досяг 20 місця в UK Indie Charts. «Poison» вийшов як другий сингл і досяг 9 місця в Indie Charts. Альбом отримав загалом позитивний відгук критиків; BBC сказали, що він «спотворює роздуми про Еллу Фіцджеральд, двотонове ска, темну психоделію і 'кислотний фолк' Pentangle у тривожні форми… Це часто дивовижний альбом, який, якщо майбутнє повернення Tricky не зможе з ним зрівнятися, може проклясти його як 'того хлопця, який читав реп з Мартіною Топлі Берд'».
У 2010 році Мартіна з'явилася на альбомі Heligoland гурту Massive Attack, виконавши вокальні партії у треках «Psyche» та «Babel». Вона також гастролювала з Massive Attack на розігріві та виступала з гостьовим вокалом на їхніх концертах. Її третій альбом, Some Place Simple, вийшов у липні 2010 року. Він містив урізані версії пісень з її перших двох релізів, а також чотири нові пісні. Топлі-Берд виконала Maxinquaye наживо на фестивалі Санденс у Лондоні у квітні 2012 року, а також з'явилася у треках «Open» і «Secret» на альбомі електронного музиканта Clark Iradelphic. 2013 року взяла участь у кавер-версії пісні гурту The xx «Crystalised» з Марком Ленеганом і Warpaint, а також гастролювала з Warpaint на розігріві під час їхнього світового турне 2013 року. 26 січня 2015 року вона виступила в якості вокалістки на заголовному треку «The Day is My Enemy», другому синглі гурту The Prodigy, з їхнього альбому The Day Is My Enemy.
У 2018 році Мартіна Топлі-Берд випустила сингл «Solitude», який згодом увійде до чотиритрекового мініальбому MTB Continued.
У травні 2021 року Мартіна випустила сингл «Pure Heart» зі свого альбому Forever I Wait, що вийшов у вересні того ж року. В інтерв'ю The Guardian Топлі-Берд заявила, що набагато більше задоволена кінцевим результатом порівняно з її попередніми альбомами. Також зазначивши, що він не стосується безпосередньо смерті її доньки, значною мірою будучи написаним заздалегідь.

## Вплив
Топлі-Берд називає Еллу Фіцджеральд і Біллі Голідей вокальними натхненниками, а також Тома Вейтса і Сержа Генсбура — інструментальними. Вона також згадує Боллівуд і азійське кіно як вплив на обкладинки своїх альбомів, зокрема роботу Пак Чхан Ука.

## Особисте життя
У Топлі-Берд є старша сестра на ім'я Елізабет. Мартіна мала одну доньку від Tricky. Міна Мазі (19 березня 1995 — 8 травня 2019) народилася через місяць після виходу Maxinquaye. Мазі покінчила життя самогубством після психотичного нападу.
Топлі-Берд сказала, що не вважає себе релігійною, хоча «вірить у необхідність мати здорове духовне життя».
Станом на 2021 рік вона жила зі своїм партнером у Валенсії, Іспанія.

## Дискографія

### Альбоми
- Quixotic (2003) (Великобританія)
  - Anything (2004) (Повторна американська версія Quixotic)
- The Blue God (2008)
- Some Place Simple (2010)
- Forever I Wait (2021)

### Сингли
- «Need One» (2003)
- «Anything» (2003)
- «I Still Feel» (2003)
- «Soul Food» (2004)
- «Carnies» (2008)
- «Poison» (2008)
- «Baby Blue» (2008)
- «Crystalised» (2013) (з Марком Ланеганом і Warpaint)
- «Solitude» (2018)
- «Pure Heart» (2021)
- «Hunt» (2021)

### В якості запрошеної вокалістки

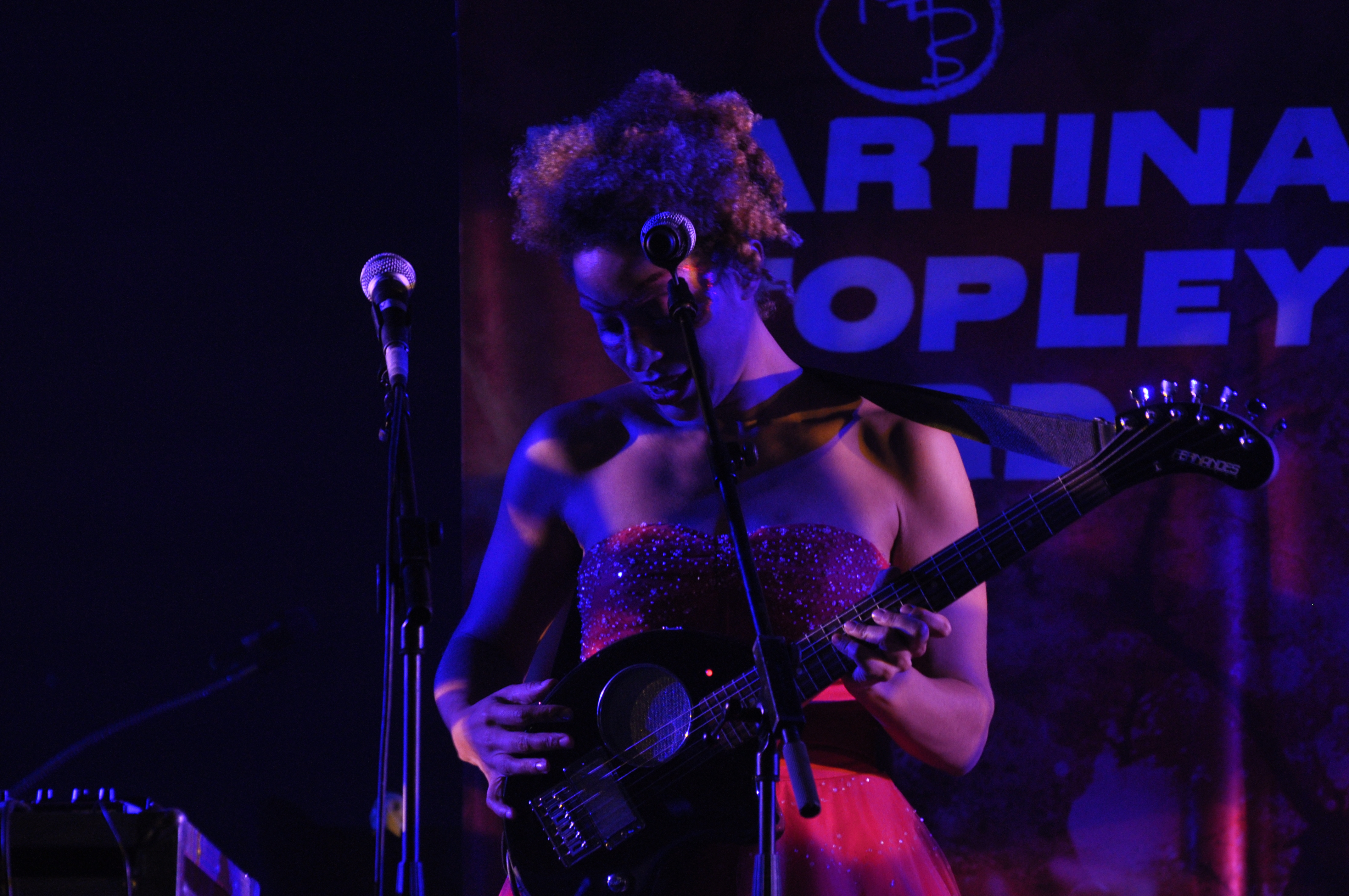
Топлі-Берд з Massive Attack, 2009

- Tricky — «Overcome», «Ponderosa», «Black Steel», «Hell Is Round the Corner», «Aftermath», «Abbaon Fat Tracks», «Brand New You're Retro», «Suffocated Love», «Strugglin'» і «Feed Me» з Maxinquaye (1995)
- Tricky — «Black Coffee», «Children's Story», «I Be the Prophet», «Judas» і «Poems» з Nearly God (1996)
- Tricky — «Vent», «Christiansands», «Bad Dreams», «Makes Me Wanna Die», «Sex Drive», «Lyrics of Fury» і «My Evil Is Strong» з Pre-Millennium Tension (1996)
- Tricky — «Singing the Blues», «6 Minutes», «Analyze Me», «Talk to Me (Angels with Dirty Faces)», «Carriage for Two» і «Demise» з Angels with Dirty Faces (1998)
- Primus — «Dirty Drowning Man» і «Coattails of a Dead Man» з Antipop (1999)
- Девід Голмс — «Outrun» і «Zero Tolerance» з Bow Down to the Exit Sign (2000)
- Diplo — «Into the Sun» з Florida (2004)
- Gorillaz — «All Alone» з Demon Days (2005)
- Common — «Everywhere» з Universal Mind Control (2008)
- Leila — «Deflect» і «Why Should I?» з Blood Looms and Blooms (2008)
- Massive Attack — «Babel» і «Psyche» з Heligoland (2010)
- Clark — «Open», «Secret» і «The Pining Pt. 2» з Iradelphic (2012)
- The Prodigy — «The Day Is My Enemy» з The Day Is My Enemy (2015)
- Tricky — «When We Die» (2016)